# Pseudomyrmex santschii
Pseudomyrmex santschii är en myrart som först beskrevs av Enzmann 1944.  Pseudomyrmex santschii ingår i släktet Pseudomyrmex och familjen myror. Inga underarter finns listade i Catalogue of Life.

## Bildgalleri

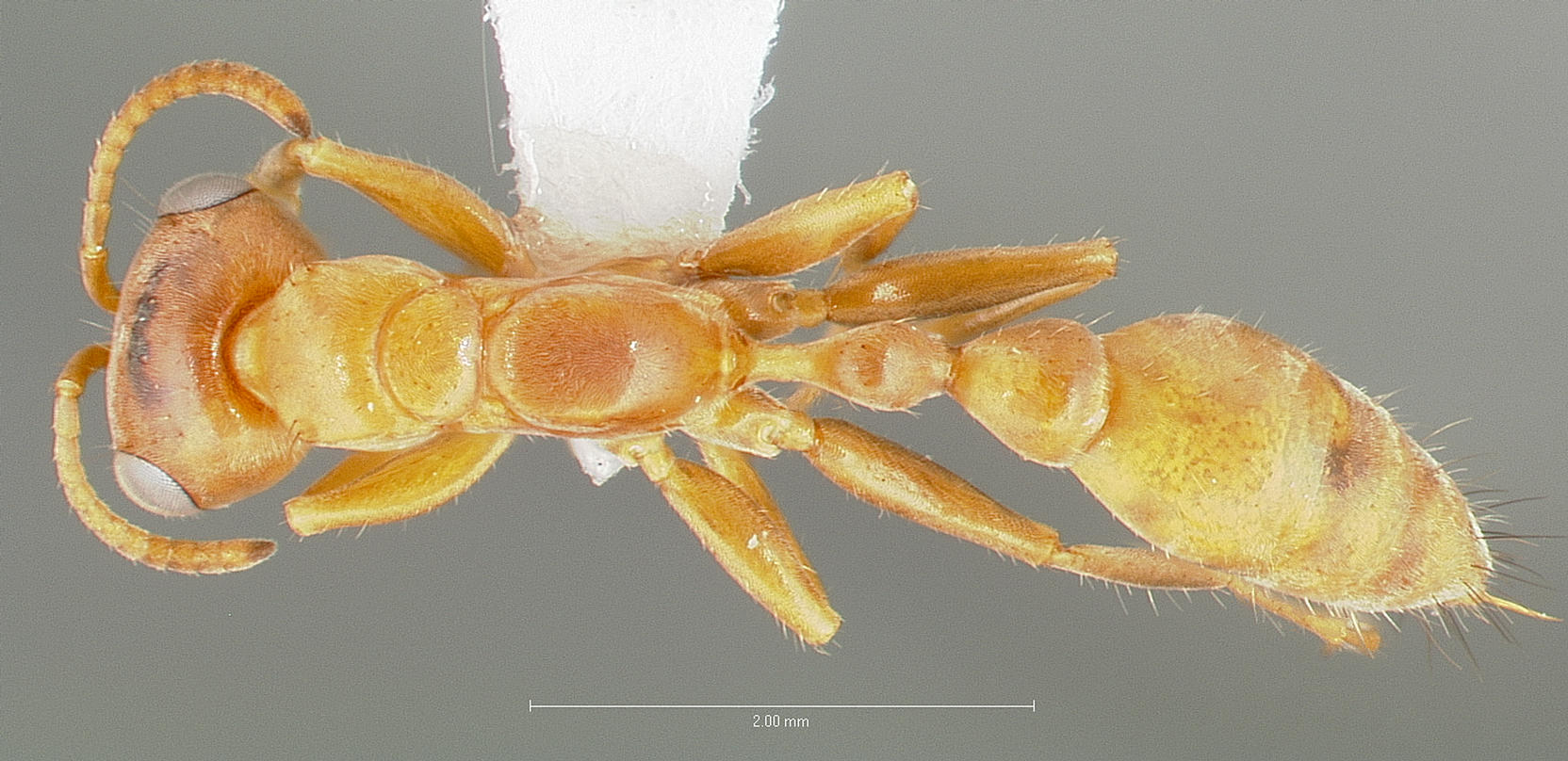
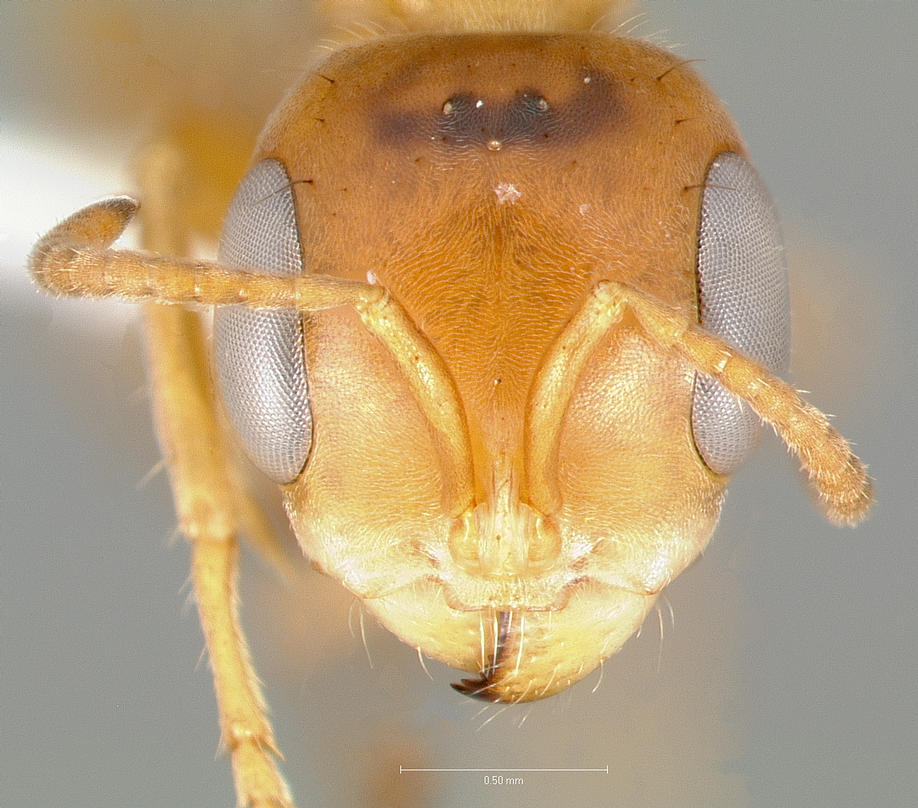
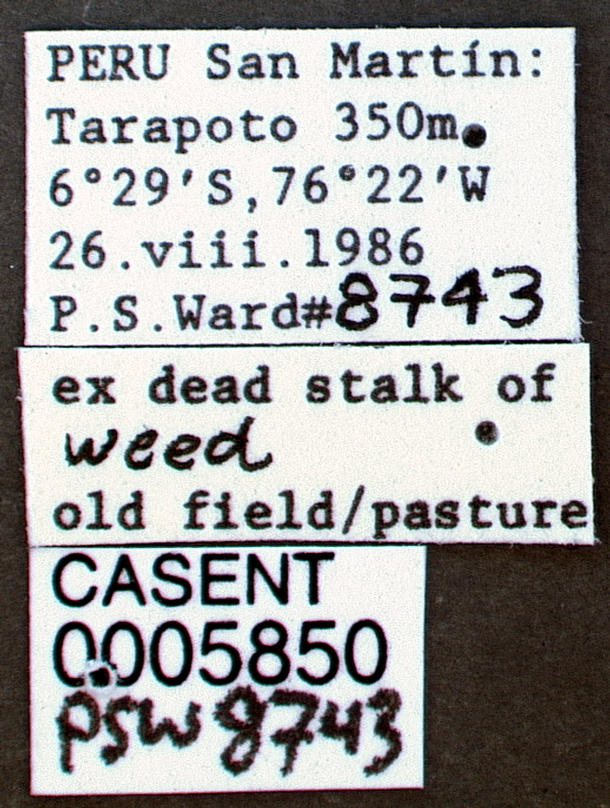
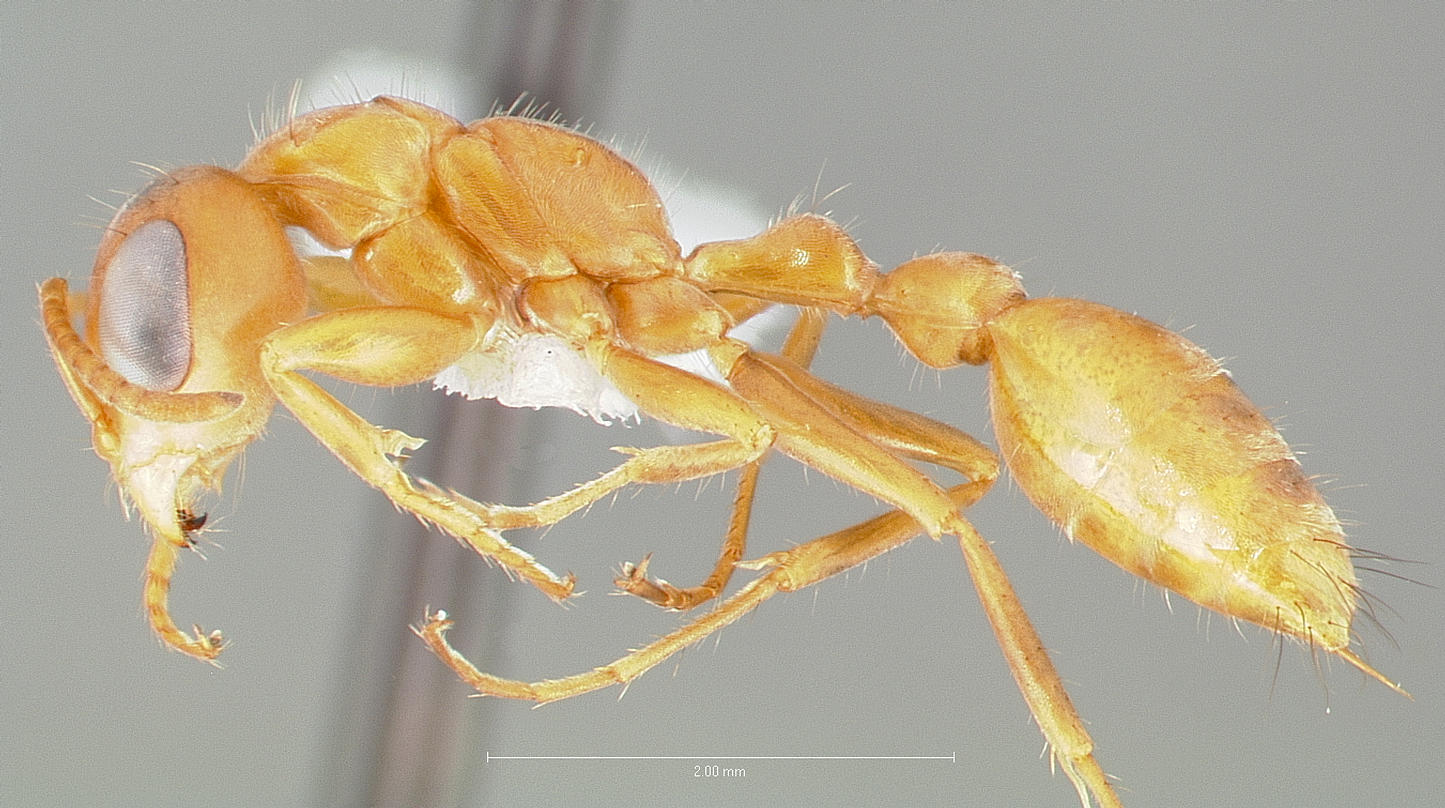
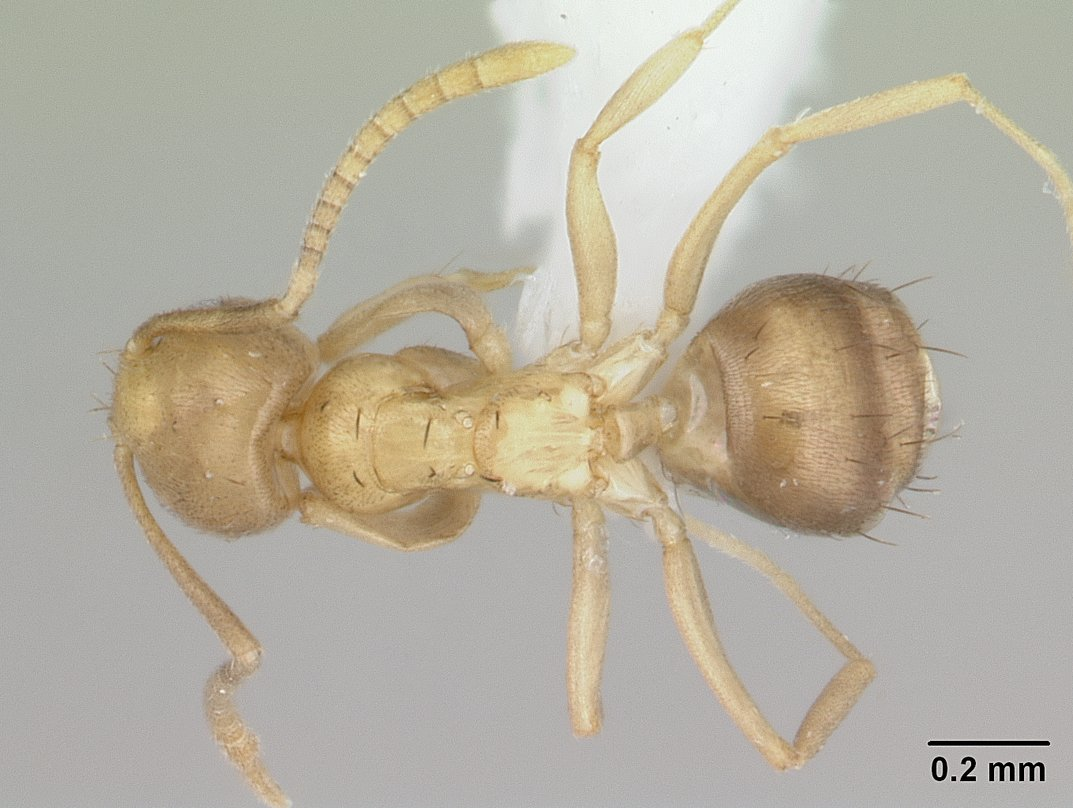
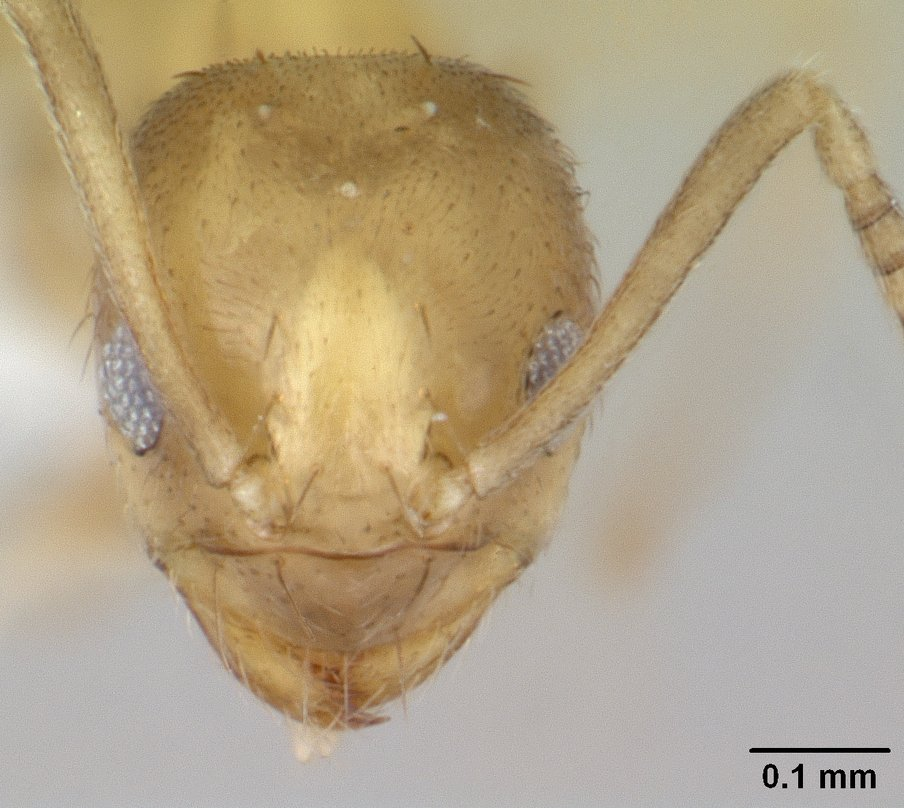